# Ichneumon schansensis
Ichneumon schansensis är en stekelart som beskrevs av Tohru Uchida 1952. Ichneumon schansensis ingår i släktet Ichneumon och familjen brokparasitsteklar. Inga underarter finns listade i Catalogue of Life.